# خضر خان
خضر خان بن شرف الدين بن سليمان ويشتهر بلقب الرايات الأعلى والمسند العالي وقد لقب بنفسه بهذا اللقب لأنه لم يرض أن يلقب بالسلطان. هو مؤسس دولة السادات حكام سلطنة دلهي وأول حكامها. وكانت بداياته بعد أن قام ملك «مرادن» أحد ولاة «ملتان» بتربيته وجعله بمنزلة الولد له. وبعد وفاة ملك ملتان في زمن فيروز شاه السلطان التغلقي، عقبه «ملك شيخ» وبعد وفاته بمدة قصيرة، أعطى السلطان فيروز الملتان لخضر خان، وتدرج خضر خان في الإمارة حتى دخل تيمورلنك الهند فتقرب إليه، ونصبه نائباً له، وقبل أن يستولي على دلهي وقعت حروب كثيرة، انتهت بدخوله لها في 15 ربيع الأول 817 هـ/1414م. واستمر حاكماً حتى مرضه، وتوفي في 17 جمادى الأولى 824 هـ/1421م، وظل على عرش دلهي سبع سنوات وشهرين، وانتقل العرش لولي عهده مبارك شاه.